# Benediktinerinnenkloster St. Gabriel

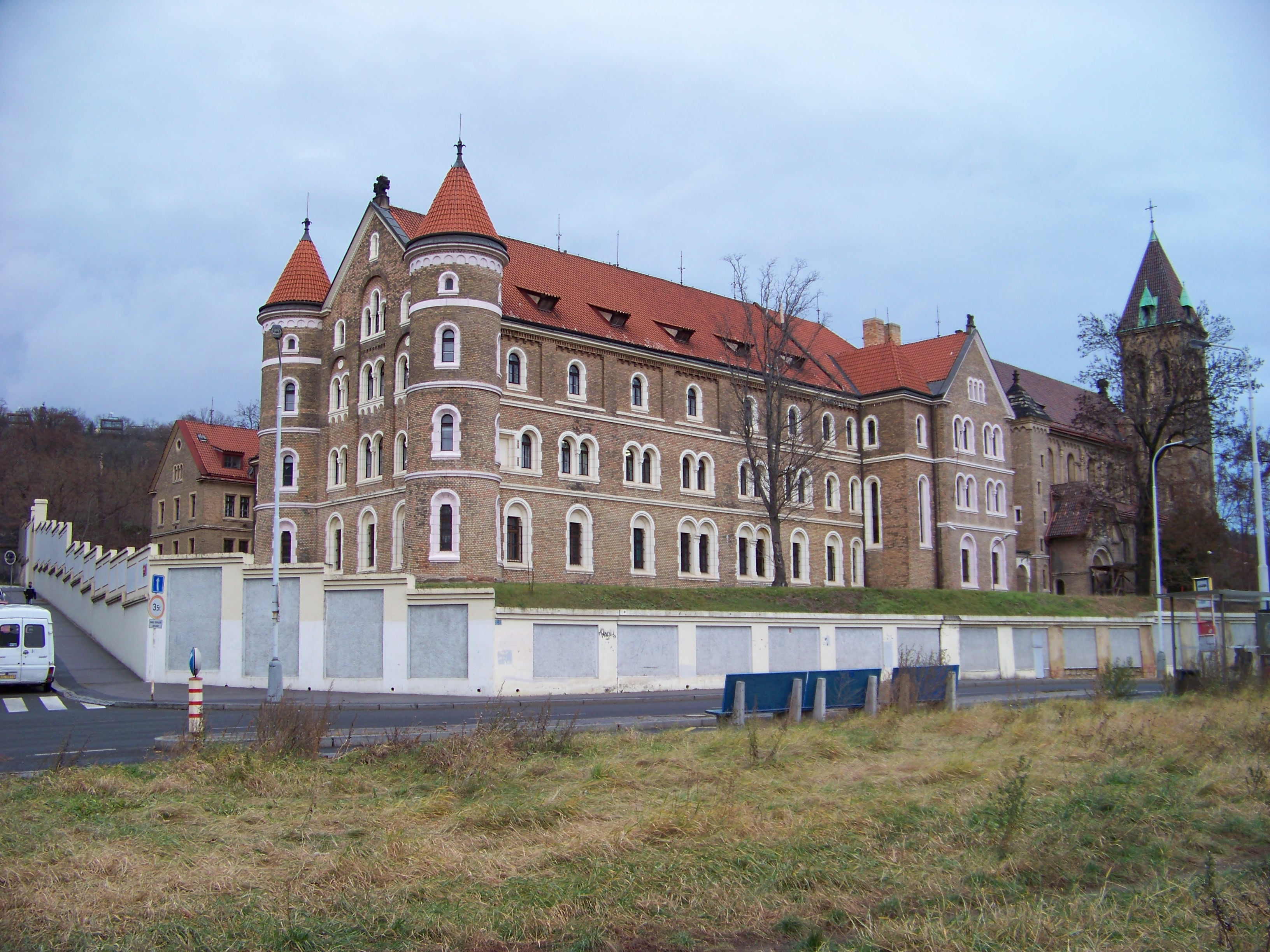
Kloster St. Gabriel, Prag-Smíchov

Die Abtei St. Gabriel war ein Benediktinerinnen-Kloster, das von 1888 bis 1918 als Kloster St. Gabriel (tschechisch Klášter svatého Gabriela) in der Holečkova ulice in Smíchov (heute ein Stadtteil von Prag) bestand. Danach befand es sich bis zum Jahr 2008 auf Schloss Bertholdstein bei Fehring in der Oststeiermark. Im Oktober 2007 schloss sich der Konvent als selbständiges Priorat der Föderation der Schwestern von der hl. Lioba an. Seit dem 29. November 2008 leben die Schwestern in St. Johann bei Herberstein (Gemeinde Feistritztal, Steiermark). Seit seiner Gründung bis zum September 2007 gehörte das Gabrielkloster zur Beuroner Kongregation.

## Geschichte

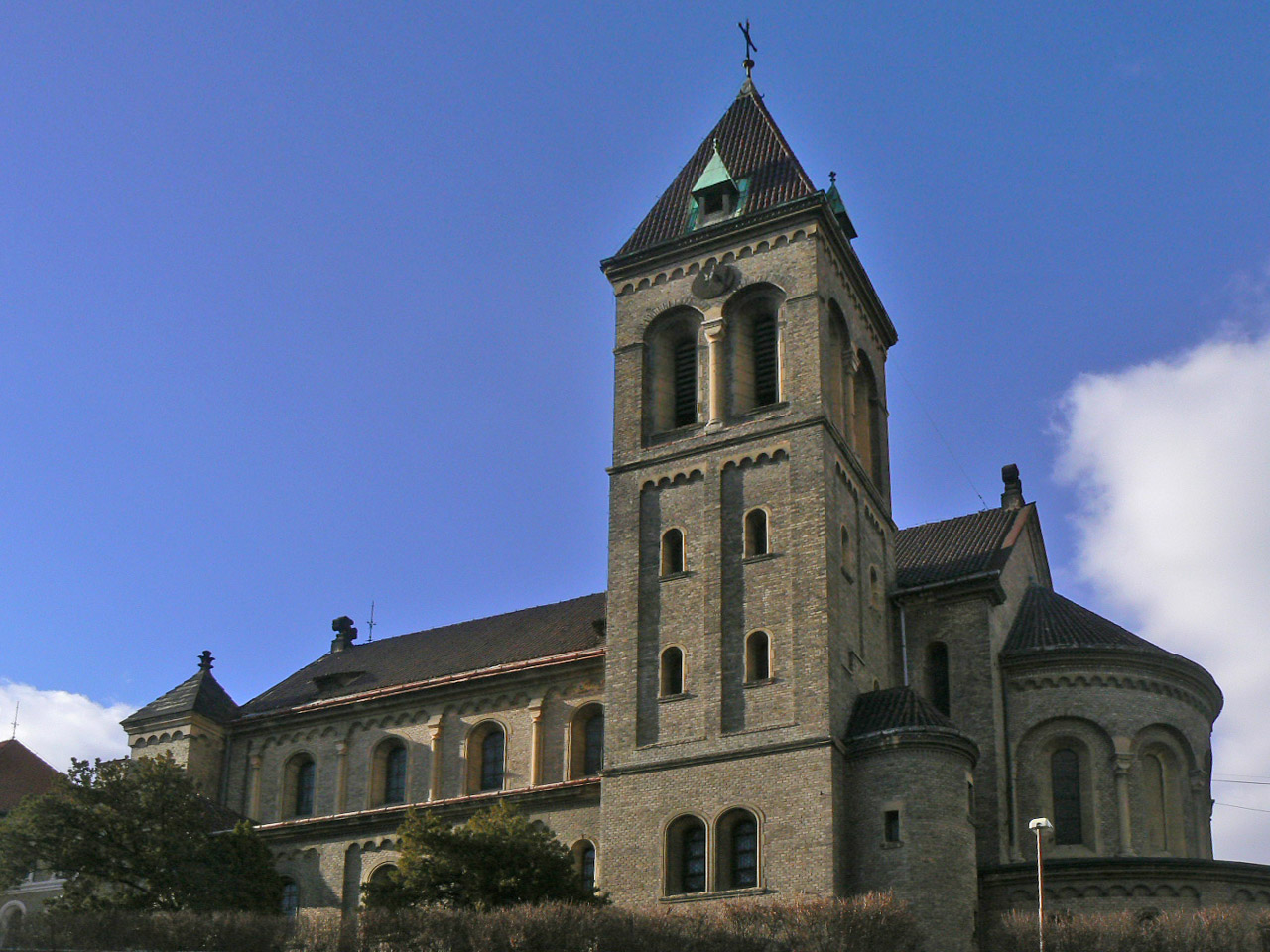
Klosterkirche St. Gabriel

Das Kloster St. Gabriel entstand als eine Stiftung der Gräfin Gabriele von Swéerts-Sporck. Sie war von der Beuroner Liturgie begeistert und hatte als Wohltäterin den Wunsch, aus ihrem Vermögen in Prag das erste Benediktinerinnenkloster der Beuroner Kongregation zu gründen. Als sie 1884 starb, realisierten Verwandte den Wunsch der Verstorbenen. Das Kloster wurde dem Emmauskloster unterstellt und von dessen Abt Benedikt Sauter gefördert.
Die Grundsteinlegung erfolgte am 16. Oktober 1888. Den Entwurf schuf der Emautiner Mönch Gislen Béthun, dem auch die Bauleitung übertragen wurde. Entsprechend dem Beuroner Liturgieverständnis wurde der Altar zum Volk gewendet, womit die spätere Liturgiereform vorweggenommen wurde. Die Kirchweihe durch den Prager Erzbischof Franziskus von Paula Schönborn erfolgte am 23. April 1891. Besiedelt wurde das Kloster mit Nonnen aus der Salzburger Benediktinerinnenabtei Nonnberg. Die ersten Nonnen waren bereits am 13. September 1889 in Prag angekommen.
1893 wurde das Kloster zur Abtei erhoben. Erste Äbtissin war Adelgundis Berlinghoff (1849–1922), die vom Beuroner Erzabt Placidus Wolter berufen wurde. 1904 wurde von St. Gabriel aus die ebenfalls zur Beuroner Kongregation gehörende Abtei St. Hildegard in Rüdesheim gegründet.
Nach dem Ersten Weltkrieg und der Gründung der Tschechoslowakei 1918 musste der gesamte Konvent Prag verlassen, da er überwiegend aus deutschsprachigen Schwestern bestand, die zu etwa einem Drittel dem Adel entstammten. Mit Zustimmung des Tschechoslowakischen Regierung konnten sie 1919 die Klosteranlage verkaufen und das Inventar mitnehmen.
Neue Heimstatt wurde das Schloss Bertholdstein in der Oststeiermark. 1924 besiedelten sechs Schwestern das neu gegründete Benediktinerinnenkloster St. Erentraud in Kellerried. 1942 wurde das Kloster von den Nationalsozialisten beschlagnahmt und die Schwestern ausgewiesen. Erst 1946 konnten sie zurückkehren.
Ende 2008 verließ der klein gewordene Konvent die Burg Bertholdstein und zog nach St. Johann bei Herberstein in ein kleines neu errichtetes Kloster in unmittelbarer Nähe des diözesanen Bildungshauses Haus der Frauen (Sankt Johann bei Herberstein). Sie versuchen, das monastische Leben mehr mit dem apostolischen zu verbinden. Die Aufnahme und Begleitung von Gästen im Sinne benediktinischer Gastfreundschaft bleibt weiterhin ihr Anliegen.
2023 gehören zum Konvent vier Schwestern.

## Äbtissinnen der Abtei St. Gabriel
- 1893–1922 Adelgundis Berlinghoff
- 1922–1943 Benedikta zu Schwarzenberg
- 1943–1954 Maria Rosa Fritsch von Cronenwald
- 1954–1963 Augustina Glatzel
- 1963–1989 Cäcilia Fischer
- 1989–1998 Basilia Gürth
- 1998–2008 Hildegard Altmann

## Bekannte Nonnen von Sankt Gabriel
- Dorothea Forstner (1884–1969)
- Mirjam Prager (1906–1987)

## Priorinnen der Benediktinerinnen von der Hl. Lioba in St. Johann bei Herberstein
- 2008–2012 Hildegard Altmann
- 2012–2019 Myriam Senghor
- seit 2019 Hildegard Altmann